# نظرية ماركوف المخفية
نموذج ماركوف المخفي هو برنامج ماركوف الإحصائي الذي يكون فيه النظام الذي يتم العمل عليه مفترض انه ليس تحت المراقبة.
نموذج ماركوف الخفي يمكن أن تمثل بانها ابسط ديناميكية في شبكة بايزي.
يستخدم نموذج ماركوف المخفي بتطبيقاتها في الديناميكا الحرارية والميكانيكا الإحصائية والفيزياء والكيمياء والاقتصاد والتمويل ومعالجة الإشارة ونظرية المعلومات وتمييز الأنماط وتعرف على الكلام وتعرف على خط اليد وgesture recognition وتصنيف أقسام الكلام والتفريغ الجزئي والمعلوماتية الحيوية.
في أبسط نماذج ماركوف (مثل سلسلة ماركوف) الحالة ظاهرة للمراقب بشكل مباشر، وبالتالي فإن احتمالية انتقال الحالة هي العوامل الوحيدة فقط، بينما في نموذج ماركوف المخفي الحالة ليست واضحة مباشرة، ولكن النتائج (في شكل بيانات في ما يلي) ، تعتمد على الحالة، مرئية. كل حالة لديها احتمالية توزيع على النتائج الممكنة. ولذلك، فإن تسلسل النتائج الناتجة تعطي بعض المعلومات عن تسلسل الحالات؛ المعروف أيضا نظرية النمط.
النموذج يشير إلى تسلسل الحالة التي يمر من خلالها النموذج، لا عوامل النموذج؛ النموذج لا يزال يشار إليه نموذج ماركوف المخفي حتى لو كانت هذه العوامل معروفة بالضبط.